# Schienenverkehr in Lesotho

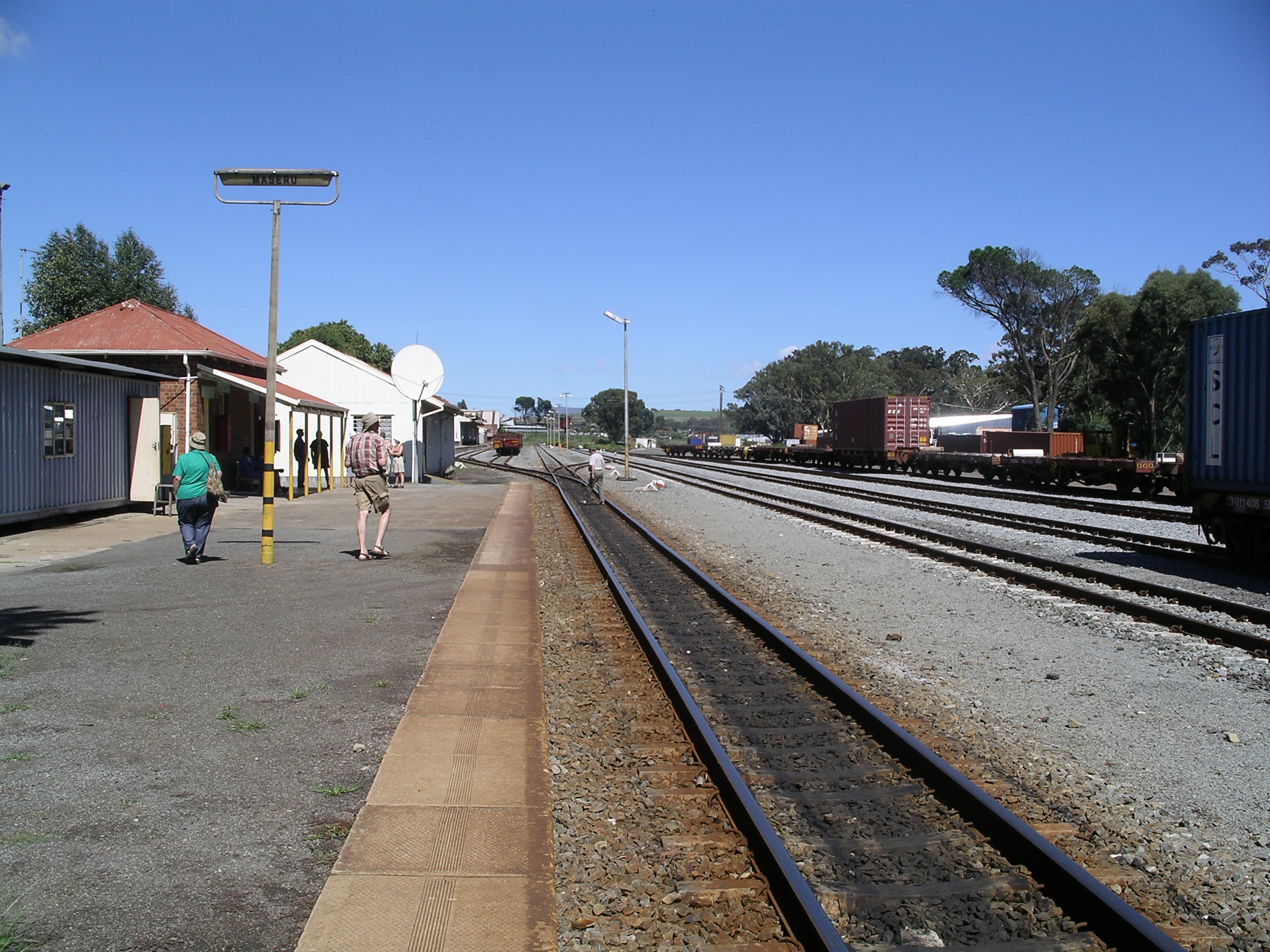
Bahnhof Maseru

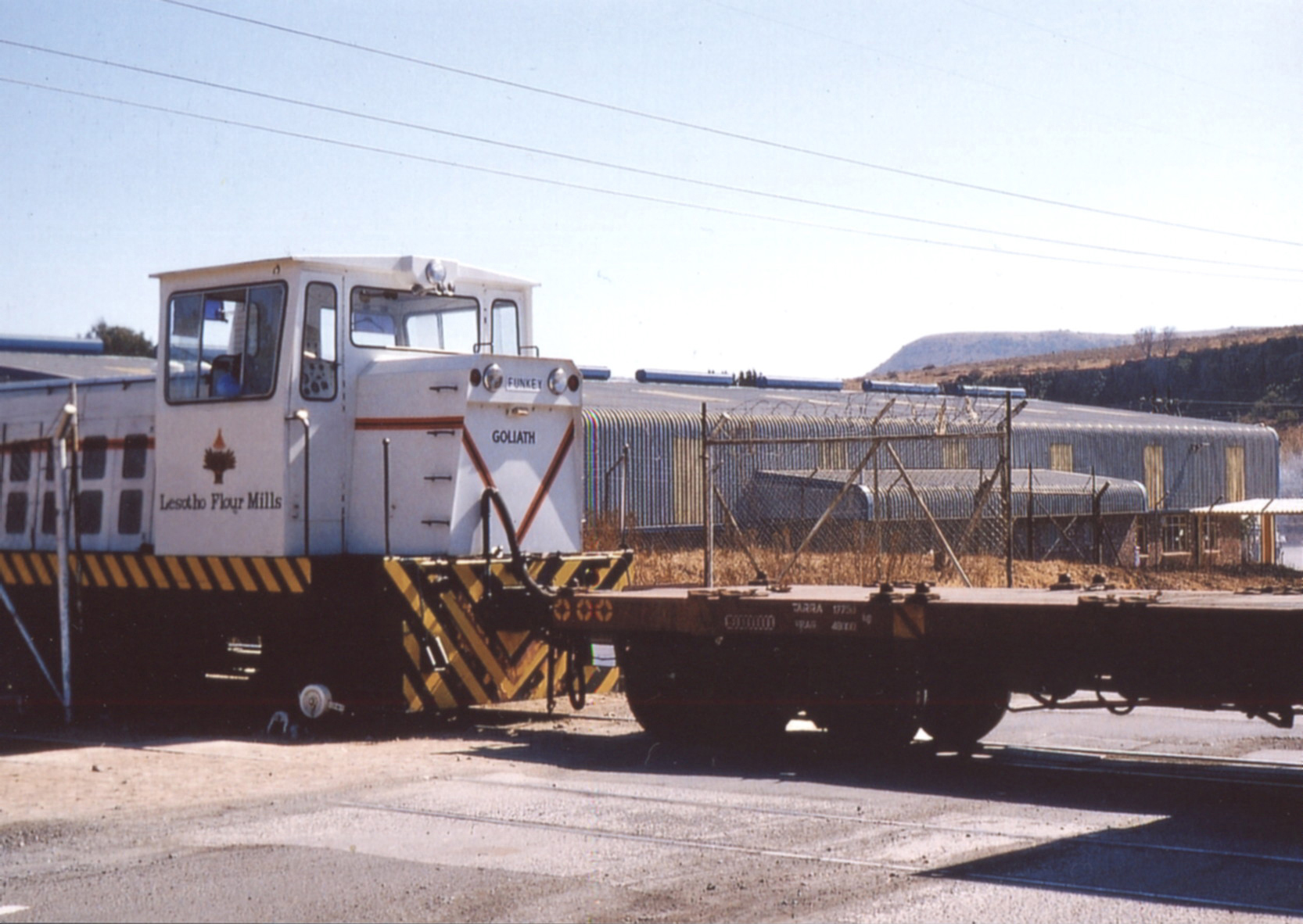
Zug der Lesotho Flour Mills (1991)

Der Schienenverkehr in Lesotho ist durch seine geringe Streckenlänge charakterisiert. Das Königreich Lesotho im südlichen Afrika verfügt lediglich über eine 1,6 Kilometer lange Verbindung der Hauptstadt Maseru mit dem Bahnnetz Südafrikas.

## Geschichte
Die Strecke Marseilles–Maseru wurde von den South African Railways als Zweigstrecke der Bahnstrecke Bloemfontein–Bethlehem errichtet und im Oktober 1905 eröffnet. Wie der größte Teil des südafrikanischen Schienennetzes wurde sie in Kapspur erbaut. Bis 1982 fand auf der Strecke Personenverkehr statt, im Regelfall mit Dampftraktion. Seither wird die Strecke nur im Güterverkehr genutzt. Sie dient der Anbindung einiger Industriebetriebe in Maseru, wie den Lesotho Flour Mills, die über eine eigene Lokomotive verfügt. Die Strecke wird von der südafrikanischen Gesellschaft Transnet Freight Rail betrieben.

## Projekte
Streckenerweiterungen wie eine durchgehende Verbindung von Maseru zum zweitwichtigsten Industriestandort des Landes, Maputsoe, wurden zwar diskutiert, kamen jedoch nie über dieses Stadium hinaus. Dies wäre technisch aufwändig, da das Gelände aufgrund der Morphologie der Drakensbergen große Steigungen aufweist.
Eine Schienenanbindung Lesothos an die südafrikanischen Häfen in Durban und Ngqura war 2007 im Planungsstadium.